# Konkola Copper Mines
Pour les articles homonymes, voir KCM.
 (13 mars 2025).

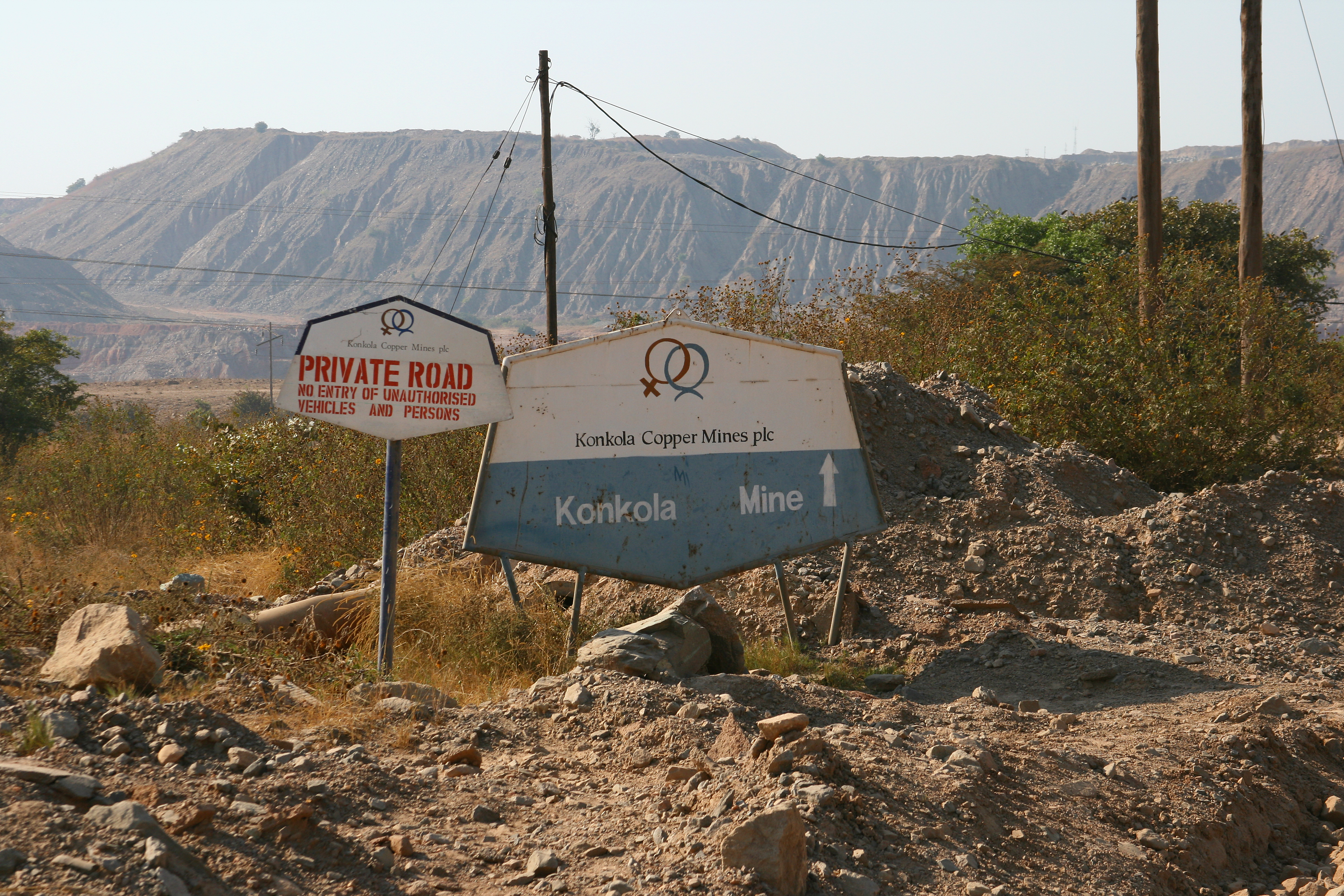
Photo de la mine de Chingola exploitée par Konkola Copper Mines.

Konkola Copper Mines (PLC) ou KCM est une compagnie minière basée dans la province du Copperbelt de la République de Zambie.
Le siège opérationnel de la société est situé à Chingola.

## Activité
KCM gère des actifs miniers de cuivre, cobalt, pyrite et molybdène :
- Nchanga Division - Mine à ciel ouvert, Petits puits, Mines souterraines, Usine de Tailling Leach,

Prévisions : 2 nouvelles usines d'acide sulfurique (11/05) et 1 raffinerie
- Konkola Division - Mine de Cuivre et de Cobalt,

- Nkana : SmelterCo - Établissements de Fonderie et d'Affinage (haut fourneau, usine d'oxygène et d'acide)

et,
- Nampundwe - 4 mines de pyrite,

- Fitwaola - Mine (Chingola/Chililabombwe),

- L'extraction de métaux au niveau des barrages qui s'assèchent,

Ce qui représente 67 % du rendement de métal produit par la Zambie.
Les réserves de cuivre et de cobalt de KCM sont estimées à 47,5 millions de tonnes.
Les réserves de cuivre des barrages sont estimées à 85,9 M. de tonnes.
Les Réserves de pyrite de Nampundwe sont estimées à 8,6 millions de tonnes.

## Historique
10 novembre 1999 : Création de la société
31 mars 2000 : Démarrage de l'activité
janvier 2002 : la société Anglo-American décide de renoncer à l'exploitation
août 2004 : rachat de 51 % des parts de KCM par Vedanta Ressources qui devient le nouvel exploitant.
11 mai 2005 : Lancement du projet KDMP (Konkola Deep Mining Project) - Exploitation en 2008.

## Composition de l'actionnariat en 2008
Les parts de capital de la holding KCM plc (1 098 677 473 titres) sont détenues en droits de vote pour :
51,0 % : par Vedanta Resources (560 325 511 titres avec droits de vote),
28,4 % : par Zambia Copper Investment (ZCI plc) (311 202 402 titres avec droits de vote + 48 000 000 titres sans droits de vote),
20,6 % : par ZCCM Investments Holdings PLC Zambia Consolidated Copper Mines Limited - Investments Holdings (226 327 559 titres avec droits de vote + 12 000 000 titres sans droits de vote).
00,0 % : par GRZ (60 000 000 titres détenus pour les comptes de ZCI et ZCCM)
Les parts de capital de la holding KCM plc (1 158 677 473 titres) sont détenues en Bénéfices pour (Parts de 1$/action si la société disparait ?) :
48,36 % : par Vedanta Resources (560 325 511 titres)
30,07 % : par ZCI plc (359 202 402 titres dont 48 000 000 titres sans droits de vote)
20,57 % : par ZCCM-IH plc (238 327 559 titres dont 12 000 000 titres sans droits de vote).
Les parts de capital de la holding KCM plc sont cotés à Lusaka (LuSE) 100 %

## Évaluation des actifs de KCM
L'évaluation des actifs de KCM est un sujet d'actualité en raison de la possibilité de rachat de la participation de ZCI dans KCM par la société Vedanta Ressources.
Cette évaluation est réalisée par la banque indépendante Rothschild.
Dans l'attente de cette évaluation officielle, un calcul approximatif peut toutefois être effectué à partir des données publiées.